# A.B.C-Zの雨ニモマケ-Z
『 A.B.C-Zの雨ニモマケ-Z』（エービーシーズィーのあめニモマケズ）は岩手めんこいテレビで放送された特別番組である。同局の「復興応援プロジェクト」の一環として放送された。同プロジェクトのサポーターを務めるA.B.C-Zの冠番組である。略称は『雨Z』。

## 概要
岩手めんこいテレビの「復興応援プロジェクト」とは2011年3月11日の東日本大震災発生から10年目に向けて、記憶の風化を止めるために被災地の現状を報道番組のみならず継続的に発信していくというものである。
A.B.C-Zは、2018年9月放送のフジテレビ系「FNS27時間テレビ にほん人は何を食べてきたのか?」内でメンバーの塚田僚一が岩手県三陸海岸エリアの伝統漁法“突きん棒漁”に挑戦したことがきっかけとなり、応援復興サポーターに起用された。震災当時のA.B.C-Zはデビュー前とあってジャニーズ事務所の先輩たちが被災地へ支援活動に向かう一方、自身らは当時の状況をニュースで見る程度で被災地の現実を知る機会がなかった。同プロジェクトではA.B.C-Zが実際に被災地を訪れ、復興に向け取り組む人々との交流や夢を抱く子どもたちとふれあい、笑顔と元気を届けて“心ある復興応援”をカタチにしていく。
岩手めんこいテレビで放送された第1弾を見た視聴者からの声がSNSなどで全国に広まり、全国各地から番組が見たいとの要望が寄せられ、フジテレビをはじめ系列局での放送が決定した。
2019年3月1日に岩手めんこいテレビによる「復興応援プロジェクト」のサポーターに決定した際には、初回2019年3月30日の放送と2019年秋、2020年春に続編が放送予定であることが発表された。2021年8月に第4弾の放送が発表された。
エンディングにはA.B.C-Zの楽曲『サポーターズ!』が使用されている。

## 放送内容

### 第1弾
2018年12月に岩手県の被災地を訪れたA.B.C-Zに密着。当時津波を目撃したという井上智晶アナウンサーと共に陸前高田市や野田村を巡り、復興の状況と自然災害の爪あとを目の当たりにする。
2019年3月に河合と戸塚が大船渡市を訪れた様子も放送。河合はダイビングに挑戦し、海中の瓦礫撤去に力を尽くしてきた潜水士の努力を知る。戸塚は前回の被災地訪問時に訪れた旅館・宝来館の女将と再会を果たし、彼女にとって大切なメッセージが込められているという宮沢賢治の「雨ニモマケズ」を受け取る。
出演者
- A.B.C-Z[5]（橋本良亮、戸塚祥太、河合郁人、五関晃一、塚田僚一)
- 八木亜希子[5] - 語り
- 井上智晶[5]（岩手めんこいテレビアナウンサー）
- 石橋美希[5]（岩手めんこいテレビアナウンサー）

### 第2弾
視聴者から届いた「応援してほしいこと」をベースにメンバー5人で話し合い、行き先を決めたサポートの旅の様子を放送。
戸塚と塚田は日本で唯一の海洋開発科がある種市高校で、高校生の指導のもと伝統的な潜水技術「南部潜り」に挑戦。子供たちが震災後に書いた作文に強く心を打たれた橋本は、成長した子供たちに会い、震災の記憶や新しい夢の話に耳を傾けた。河合と五関はダンスで被災地を笑顔にしようと頑張る女子中学生を指導するなどして子供たちと交流した。
出演者
- A.B.C-Z[7]（橋本良亮、戸塚祥太、河合郁人、五関晃一、塚田僚一)
- 八木亜希子[7] - 語り
- 井上智晶[7]（岩手めんこいテレビアナウンサー）
- 石橋美希[7]（岩手めんこいテレビアナウンサー）

### 第3弾
A.B.C-Zの5人は訪れた人たちに気持ちよく見学してもらおうと震災遺構として残されたホテルの清掃活動を行った。河合は三陸の味覚をメンバーに届けようと旬の味「早採りわかめ」の漁に励む。また第2弾で五関と河合が指導した女子中学生のダンスユニットが大会に出場した続報を放送。
A.B.C-Zは岩手県の達増拓也知事を表敬訪問し、被災地への思いとこれまでの活動を報告した。
出演者
- A.B.C-Z[10]（橋本良亮、戸塚祥太、河合郁人、五関晃一、塚田僚一)
- 井上智晶[10]（岩手めんこいテレビアナウンサー）
- 石橋美希[10]（岩手めんこいテレビアナウンサー）
- 小島奈津子[10] - 語り（友情出演）

### 第4弾
1年ぶりに被災地を訪れたA.B.C-Zの5人が、感謝の気持ちを胸にそれぞれのプロジェクトに全力で取り組んだ。
あの時見た海中は今
2年前、河合が潜った三陸の海にはおびただしい数の瓦礫が沈んでいた。今、海の中はどうなっているのか、を「自分の目で確かめたい」と自ら手を挙げた橋本が水深15mへとダイビングを行った。
浜の人たちに恩返しの炊き出し 旬な食材探しに北へ南へ
お世話になった漁師に炊き出しをするため、塚田と五関が食材を探す旅に出る。「旬の食材を使った料理を振る舞って感謝の気持ちを伝えたい」と意気込む2人だが、アポ取りや生産者との交渉など慣れない作業に悪戦苦闘する。戸塚と河合も合流し、料理を手伝いながら地元の人との交流を楽しんだ。
新たな10年に向かって… 桜を植える
雨が降る中、5人は陸前高田市のかさ上げされた場所で植樹を行った。これは津波の最大到達地点に桜を植樹する“桜ライン311”という活動だ。「第2の故郷・岩手を今後も盛り上げていきたい」と新たな10年に向けて思いを新たにする。
出演者
- A.B.C-Z[11]（橋本良亮、戸塚祥太、河合郁人、五関晃一、塚田僚一)
- 八木亜希子[11] - 語り
- 井上智晶[11]（岩手めんこいテレビアナウンサー）

## 放送局
| 放送対象地域   | 放送局                  | 系列                                         | 第1弾放送日                 | 第2弾放送日                  | 第3弾放送日                   | 第4弾放送日                    | 備考       |
| -------------- | ----------------------- | -------------------------------------------- | --------------------------- | ---------------------------- | ----------------------------- | ------------------------------ | ---------- |
| 岩手県         | 岩手めんこいテレビ(mit) | フジテレビ系列                               | 2019年3月30日 12:00 - 12:55 | 2019年11月12日 20:00 - 20:55 | 2020年3月27日 19:00 - 19:55   | 2021年8月31日 20:00 - 20:55    | 制作局     |
| 福島県         | 福島テレビ(FTV)         | フジテレビ系列                               | 2019年5月19日               | 2020年3月30日 0:30 - 1:25    | 2020年6月8日 1:25 - 2:20      | 2021年10月8日 0:25 - 1:20      | 遅れネット |
| 関東広域圏     | フジテレビ(CX)          | フジテレビ系列                               | 2019年5月24日               | 2020年1月18日 1:25 - 2:20    | 2020年6月1日 1:55 - 2:50      | 2021年10月5日 1:55 - 2:55      | 遅れネット |
| 宮崎県         | テレビ宮崎(UMK)         | フジテレビ系列 日本テレビ系列 テレビ朝日系列 | 2019年5月24日               |                              | 2020年5月11日 15:25 - 16:20   | 2021年10月30日 1:56 - 2:51     | 遅れネット |
| 秋田県         | 秋田テレビ(AKT)         | フジテレビ系列                               | 2019年5月26日               | 2020年1月26日 16:30 - 17:25  | 2020年5月25日 1:55 - 2:50     |                                | 遅れネット |
| 広島県         | テレビ新広島(tss)       | フジテレビ系列                               | 2019年5月26日               | 2020年2月10日 2:00 - 2:55    | 2020年7月28日 1:35 - 2:30     | 2021年10月2日 1:30 - 2:25      | 遅れネット |
| 北海道         | 北海道文化放送(uhb)     | フジテレビ系列                               | 2019年5月31日               | 2020年3月11日 0:25 - 1:20    |                               | 2022年1月4日 2:55 - 3:50       | 遅れネット |
| 長崎県         | テレビ長崎(KTN)         | フジテレビ系列                               | 2019年6月2日                | 2020年3月1日 1:15 - 2:15     | 2020年5月25日 1:30 - 2:25     | 2022年1月17日 1:10 - 2:05      | 遅れネット |
| 熊本県         | テレビくまもと(TKU)     | フジテレビ系列                               | 2019年6月9日                | 2020年3月17日 15:50 - 16:49  | 2020年6月1日 2:25 - 3:20      |                                | 遅れネット |
| 佐賀県         | サガテレビ(STS)         | フジテレビ系列                               | 2019年6月17日               | 2020年2月15日 18:00 - 19:00  | 2020年5月24日 16:00 - 16:55   |                                | 遅れネット |
| 鹿児島県       | 鹿児島テレビ(KTS)       | フジテレビ系列                               | 2019年6月21日               | 2020年3月14日 2:25 - 3:20    | 2020年6月6日 2:20 - 3:15      | 2021年10月16日 1:35 - 2:30     | 遅れネット |
| 近畿広域圏     | 関西テレビ(KTV)         | フジテレビ系列                               | 2019年6月25日               | 2020年3月12日 2:50 - 3:48    | 2020年6月3日 4:29 - 5:25      |                                | 遅れネット |
| 大分県         | テレビ大分(TOS)         | 日本テレビ系列 フジテレビ系列                | 2019年7月1日                | 2020年1月30日 9:50 - 10:50   | 2020年7月8日 0:54 - 1:49      | 2021年10月13日 0:59 - 1:54     | 遅れネット |
| 高知県         | 高知さんさんテレビ(KSS) | フジテレビ系列                               | 2019年7月6日                |                              | 2020年5月19日 0:25 - 1:20     | 2021年10月24日 16:00 - 16:55   | 遅れネット |
| 福岡県         | テレビ西日本(TNC)       | フジテレビ系列                               | 2019年7月24日               |                              | 2020年6月11日 02：25 - 03：25 | 2021年10月26日 01：55 - 02：50 | 遅れネット |
| 沖縄県         | 沖縄テレビ(OTV)         | フジテレビ系列                               | 2019年7月30日               | 2020年1月27日 15:50 - 16:50  | 2020年5月12日 15:50 - 16:50   |                                | 遅れネット |
| 山形県         | さくらんぼテレビ(SAY)   | フジテレビ系列                               | 2019年8月4日                | 2020年2月23日 14:00 - 14:55  | 2020年7月29日 0:25 - 1:20     | 2021年10月27日 0:25 - 1:20     | 遅れネット |
| 島根県・鳥取県 | さんいん中央テレビ(TSK) | フジテレビ系列                               | 2019年8月4日                | 2020年2月6日 0:30 - 1:25     | 2020年6月13日 13:00 - 13:55   | 2021年10月23日 13:00 - 13:55   | 遅れネット |
| 中京広域圏     | 東海テレビ(THK)         | フジテレビ系列                               | 2019年8月9日                | 2020年2月24日 2:00 - 3:00    |                               | 2021年10月6日 2:57 - 3:52      | 遅れネット |
| 宮城県         | 仙台放送(OX)            | フジテレビ系列                               | 2019年8月14日               | 2020年3月26日 0:55 - 1:50    | 2020年5月25日 1:30 - 2:25     | 2022年1月10日 2:05 - 3:00      | 遅れネット |
| 長野県         | 長野放送(NBS)           | フジテレビ系列                               | 2019年8年25日               | 2020年6月5日                 | 2021年8月9日 1:30 - 2:25      |                                | 遅れネット |
| 静岡県         | テレビ静岡(SUT)         | フジテレビ系列                               | 2019年9月14日               | 2020年2月24日 1:30 - 2:25    | 2020年7月13日 1:30 - 2:25     | 2021年10月23日 1:40 - 2:35     | 遅れネット |
| 岡山県・香川県 | 岡山放送(OHK)           | フジテレビ系列                               |                             | 2020年2月28日 1:00 - 2:00    | 2020年6月8日 1:40 - 2:40      | 2021年10月2日 1:05 - 2:05      | 遅れネット |
| 愛媛県         | テレビ愛媛(EBC)         | フジテレビ系列                               |                             | 2020年2月20日 0:25 - 1:30    | 2020年7月26日 9:00 - 10:00    |                                | 遅れネット |

## スタッフ

### 第1弾
- 協力：ジャニーズ事務所
- 撮影：笠原修、松野壮志、上川友記、千葉匠
- 音声：野中達矢
- カラーグレーディング：舘澤政則
- テロップ：本村真由美
- 音響効果：黒田健司
- MA：スタジオヴェルト、ヌーベルアージュ
- 撮影協力：めんこいエンタープライズ
- スタイリスト：嶋岡隆（office Shimarl）
- 広報：大場薫
- 編成：松本佳苗
- ディレクター：鎌田淑子、藤村翔
- 構成：茂原雄二
- 構成協力：晴山和弘
- プロデューサー：近谷利政、梨木祐亮
- 制作：齋藤秋水

### 第2弾
- 協力：ジャニーズ事務所
- 撮影：加藤幸平、髙橋秀典、小友俊英、笠原修、佐々木潤、上川友記、金和剛、千葉匠、相澤雄仁、岩間大輝
- 音声：佐々木大輔、野中達矢、鈴木茂人
- カラーグレーディング：舘澤政則
- テロップ：本村真由美
- 音響効果：黒田健司
- MA：千代田ビデオ3one、共立映像
- スチール撮影：フォトセンター惣門、オルタードメディアクリエーション
- 撮影協力：めんこいエンタープライズ
- スタイリスト：嶋岡隆（office Shimarl）
- 広報：大場薫
- 編成：松本佳苗
- ディレクター：鎌田淑子、小野寺翔
- 構成：茂原雄二
- 構成協力：晴山和弘
- プロデューサー：近谷利政、梨木祐亮

### 第3弾
- 協力：ジャニーズ事務所
- 撮影：加藤幸平、笠原修、小友俊英、上川友記、佐々木潤、千葉匠、金和剛、岩間大輝、石垣良和、相澤雄仁、
- 音声：佐々木大輔、野中達矢
- グレーディング：舘澤政則
- テロップ：本村真由美、吉田葉子
- 音響効果：黒田健司
- MA：スタジオヴェルト
- スチール撮影：横川典視
- 撮影協力：めんこいエンタープライズ
- スタイリスト：嶋岡隆（office Shimarl）
- 広報：大場薫
- 編成：松本佳苗
- ディレクター：鎌田淑子
- 構成：茂原雄二
- プロデューサー：近谷利政、梨木祐亮

## 関連番組
- FNS27時間テレビ にほん人は何を食べてきたのか？ - 当番組が始まるきっかけの番組
- 8っぴーサタデー - 当番組の特集などをしており、2020年11月からA.B.C-Zが準レギュラーとして出演する番組[12]
- サタデーファンキーズ - 2022年4月からA.B.C-ZメンバーがMCとして出演する番組